# Walter Breisky
Walter Breisky (* 8. Juli 1871 in Bern, Schweiz; † 25. September 1944 in Klosterneuburg, Niederösterreich) war ein österreichischer Beamter und Politiker.

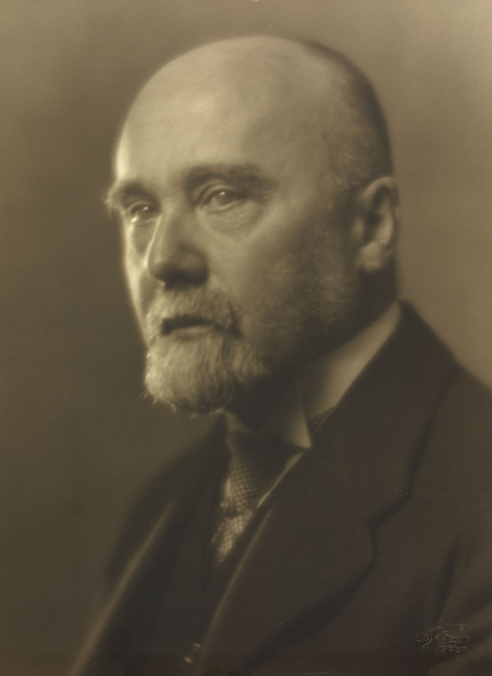
Aufnahme von Georg Fayer (1927)

## Leben
Walter Breisky war ein Sohn von August Breisky. Er studierte Rechtswissenschaften und begann 1895 seine Laufbahn im Staatsdienst als Konzeptsbeamter in der niederösterreichischen Statthalterei. 1905 wurde er Referent für den evangelischen Kultus im Unterrichtsministerium, ab 1907 war er im Pressedepartement des Ministerratspräsidiums tätig. 1919 wurde er Sektionschef.
Am 7. Juli 1920 wurde Breisky über die Parteiliste der Christlichsozialen Partei Österreichs (CS) als Staatssekretär (= Minister) für Inneres und Unterricht in die Staatsregierung Mayr I gewählt. Laut Ignaz Seipel sollte somit das der CS zustehende Ressort mit einem Fachmann ihres Vertrauens besetzt werden, der es aber als „unparteiischer Beamter“ zu führen habe. 1920 bis 1922 wurde er – formell als Vertreter der Christlichsozialen – mit dem Amt des Vizekanzlers und mit der Leitung von Innen- und Unterrichtsministerium betraut.
Er fungierte einen Tag lang, am 26./27. Jänner 1922, als Bundeskanzler und stand 1923–1931 als Präsident dem Bundesamt für Statistik vor.
1926 wurde er in den Vorstand der Paneuropa-Bewegung gewählt.
Walter Breisky wurde im September 1944 von der Gestapo vorübergehend festgenommen, nachdem ihn seine Haushälterin „wegen Abhörens des Feindsenders BBC“ denunziert hatte. Wieder in sein Haus in Klosterneuburg bei Wien zurückgekehrt, setzte er am nächsten Tag seinem Leben ein Ende. Er wurde auf dem Oberen Stadtfriedhof in Klosterneuburg bestattet.

## Schriften
- mit Wilhelm Winkler: Die Weltlage der Statistik. J. Springer, Wien 1930.